# Cer(III)-sulfid
Cer(III)-sulfid ist eine anorganische Verbindung. Es ist das Sulfid des Cers. Es kommt in drei verschiedenen Modifikationen vor.

## Darstellung
Cer(III)-sulfid kann durch Umsetzung von Cer(III)-hydroxid, welches durch Versetzen einer Cersalzlösung mit einem Hydroxid hergestellt wird, mit Schwefelwasserstoff bei 700 bis 1000 °C erhalten werden.

{\displaystyle {\ce {2 Ce(OH)3 + 3 H2S -> Ce2S3 + 6 H2O}}}

Eine andere Möglichkeit ist die Reaktion von pulverförmigem Cer(IV)-oxid mit gasförmigem Kohlenstoffdisulfid bei 700 °C. Hierbei entsteht α-Cer(III)-sulfid.

## Eigenschaften
Es sind drei verschiedene Modifikationen von Cer(III)-sulfid bekannt, die sich in ihrer Farbe und ihrer thermischen Stabilität unterscheiden. γ-Ce2S3 ist eine rote bis schwarze Verbindung, die sich oberhalb von 1100 °C bildet.

## Verwendung
Cer(III)-sulfid wird als Pigment verwendet und dient zur Färbung von Kunststoff. Es kann mit Sauerstoff und anderen Metallen wie Lanthan dotiert werden, wodurch man eine Farbpalette von Burgunderrot bis hin zu hellen Orangetönen erreicht. Die Vorteile von Cer(III)-sulfid sind seine Ungiftigkeit, im Gegensatz zu ähnlichen Pigmenten auf Basis von Blei, Cadmium oder Chromaten, sowie eine hohe Licht- und Temperaturstabilität. Nachteilig hingegen sind die hohen Preise für die Ausgangsstoffe sowie die Hydrolyse des Cer(III)-sulfids zu Schwefelwasserstoff in heißem Wasser und vor allem in Säuren.